# Ray Birdwhistell
Ray Lee Birdwhistell (Cincinnati, Ohio, 18 de septiembre de 1918-Brigantine, Nueva Jersey, 19 de octubre de 1994), fue un antropólogo estadounidense. Un pionero de la comunicación no verbal, que fundó la cinésica como un campo de investigación y estudio. Birdwhistell acuñó el término cinésica o kinésica, del inglés kinesics, a aquellos movimientos comunicativos como lo son la «expresión facial, gestos, postura y andar, y los movimientos visibles del brazo y el cuerpo». Aludiendo acerca del tema, argumentó que «las palabras no son las únicas contenedoras de conocimiento social». Él también propuso otros términos técnicos, incluyendo kineme, y muchos otros de uso menos frecuente en la actualidad.

## Biografía y obras
Ray Lee Birdwhistell nació el 18 de septiembre de 1918 en la ciudad estadounidense de Cincinnati en Ohio. Creció en Cincinnati y estudió en la escuela primaria de la ciudad. Egresó de la Escuela Secundaria Fostoria en 1936, donde participó en el club de historia, en equipos de debates, periodismo y juegos. En 1940, culminó sus estudios de Sociología en la Universidad Miami, y en 1951 obtuvo su doctorado en Antropología en la Universidad de Chicago, donde estudió con Lloyd Warner y Fred Eggan. Desde 1944 hasta 1946, llevó a cabo el trabajo de campo de su tesis en la tribu de los Kutenai, en Columbia Británica, Canadá; allí, por primera vez se dio cuenta de que los miembros de la tribu hacían «expresiones faciales y gestos» diferentes dependiendo de si estaban hablando inglés o su idioma nativo, lo que despertó su interés en el comportamiento no verbal. Durante la realización de su tesis, fue profesor en la Universidad de Toronto en Ontario, entre sus alumnos se encontró Erving Goffman. De 1944 a 1948 trabajó con G. Gordon Brown y Edmund Snow Carpenter, que se encontraban en el mismo departamento de la universidad.
En 1946, tomó un puesto en la Universidad de Louisville en Kentucky, donde enseñó durante diez años; ayudó en el proceso de integración racial de la universidad. Birdwhistell también estableció el Comité Interdisciplinario de Cultura y Comunicación, y organizó una serie de seminarios anuales de Cultura y Comunicación, que dieron como resultado su publicación Explorations in Communication –en español, Exploraciones en Comunicación–, coadyuvado por varios antropólogos. NO 
En década de 1950, participó en múltiples colaboraciones interdisciplinarias: en el Instituto de Relaciones Exteriores (Foreign Service Institute) del Departamento de Estado de los Estados Unidos, donde por primera vez expone sus ideas acerca del estudio del comportamiento no verbal, trabajando con Edward T. Hall, Henry Lee Smith, George L. Trager, Charles F. Hockett; en las Conferencias Macy en Procesos Grupales, con Gregory Bateson, Margaret Mead, y muchos otros; y en el Centro de Estudios Avanzados en Ciencias del Comportamiento, donde participó en la  Natural History of an Interview, un proyecto con Gregory Bateson, Frieda Fromm-Reichmann, Norman A. McQuown, Henry W. Brosin, y otros.
Birdwhistell enseñó en la Universidad Estatal de Nueva York en Buffalo desde 1956 hasta 1959. En 1959 fue nombrado Investigador Científico en el Instituto Psiquiátrico Pensilvania Oriental –del inglés, Eastern Pennsylvania Psychiatric Institute– en Filadelfia, donde dirigió un laboratorio que incluyó un estudio de cine totalmente equipado, en el que residió Jacques van Vlack, un cineasta que ilustró resultados de la investigación, y varios estudiantes de posgrado y visitantes que confirieron con él y su colega Albert E. Scheflen, un psiquiatra. Como resultado, Birdwhistell estaba en el centro de una red informal interdisciplinario de especialistas en antropología, etología, lingüística y psiquiatría que «hizo en vigor de lo que le faltaba en la organización y la identidad profesional».
Birdwhistell reiteradamente mostró su interés por el uso del cine como una herramienta esencial en el estudio del comportamiento no verbal como una forma de permitir «la observación y el análisis de la conducta social humana». Junto con van Vlack, preparó una serie de películas que estaban disponibles en las tienda; aunque, al igual que con su enseñanza, estaban destinados principalmente para un público con formación técnica.
1. Microcultural Incidents in Ten Zoos, es una película en la que Birdwhistell y van Vlack muestran los distintos patrones de interacción de diez manadas de elefantes al alimentarlos. El rodaje se realizó en diez zoológicos distribuidos entre el Reino Unido, Francia, Italia, India, Japón, Hong Kong, y los Estados Unidos. El estudio arrojó que los patrones de comportamiento del animal varia de acuerdo a la cultura y al espacio donde habita.[1]
2. TDR- 009, segunda película de Birdwhistell y van Vlack de una escena en un hotel de clase media de Londres. Los autores observaron la forma como actuaban los oyentes en relación con los ponentes de la película.[8][1]
3. Lecture on Kinesics by Ray L. Birdwhistell at the Second Linguistic-Kinesic Conference Nov. 4–7, 1964, es un documental de dos conferencias que Birdwhistell presentó a un grupo de seminario reunido durante unos días para aprender de su equipo de investigación en EPPI en 1964. Mayormente los participantes del seminario eran investigadores científicos adultos, incluyendo lingüistas, psiquiatras, antropólogos y psicólogos, como McQuown y Scheflen, quienes trabajaron con Birdwhistell en la Natural History of an Interview.[16]

Gran parte del trabajo en el EPPI fue una continuación de la Natural History of an Interview, trabajando sobre todo con Scheflen, mientras Brosin continuó diferentes partes del mismo proyecto en el Instituto Psiquiátrico Occidental y Clínica en Pensilvania con Adam Kendon, William S. Condon, Kai Erikson, Harvey Sarles y visitas ocasionales de Bateson. Los dos equipos se mantuvieron en contacto, y se reunieron varios días al mes entre 1960 y 1964 para completar su análisis. Posteriormente se creó un tercer equipo, bajo la dirección de McQuown en la Universidad de Chicago, conformado por Starkey Duncan, Jr., William M. Austin, Raven McDavid, Jr., y William Offenkrantz. Aunque este grupo se enfocó en el estudio del paralenguaje, que trata acerca de los aspectos no léxicos de la voz, sobre todo en la entonación. El informe final se terminó en 1968, pero resultó impublicable debido a su longitud, de 5 volúmenes, y la complejidad de las transcripciones que ocupaban tres de los cinco volúmenes, por lo cual se distribuyó a través de la serie de microfilmes de la Universidad de Chicago.
De 1969 hasta su jubilación en 1988, Birdwhistell ocupó el cargo de profesor de la Escuela Annenberg de Comunicación, en la Universidad de Pensilvania, donde trabajó en estrecha colaboración con Dell Hymes y Erving Goffman, interpuesto Gregory Bateson como orador invitado. Allí influenció a una buena cantidad de estudiantes de cultura y comportamiento humano, quienes, según Kendon, A. y Sigman, S. J. no podían evitar sus cursos.

## Publicaciones

### Libros
- Birdwhistell, R. L. (1952). Introduction to Kinesics: An Annotation System for Analysis of Body Motion and Gesture. Washington, DC: Department of State, Foreign Service Institute.
- Birdwhistell, R. L. (1970). Kinesics and Context: Essays on Body Motion Communication. Filadelfia: University of Pennsylvania Press.

### Publicaciones cortas (parcial)
- Birdwhistell, R. L. (1956). «Group Processes: Transactions of the second conference». Kinesic analysis of filmed behavior of children. In B. Schaffner (en inglés) (Nueva York): 141-144.
- Birdwhistell, R. L. (1959). «Schizophrenia». Contribution of Linguistic-Kinesic Studies for the Understanding of Schizophrenia. In A. Auerback (Ronald Press): 99-123.
- Birdwhistell, R, L. (1960). «Report of the Ninth Annual Round Table Meeting on Linguistics and Language Study». Implications of Recent Developments in Communication Research for Evolutionary Theory. In W. M. Austin (Washington, D.C: Georgetown University Press): 149-155.
- Birdwhistell, R. L. (1961). «Lectures on Experimental Psychiatry». Paralanguage 25 Years After Sapir. In H. W. Brosin (Pittsburgh: University of Pittsburgh Press): 43-63.
- Birdwhistell, R. L. (1961). «Archives of General Psychiatry». Review of The First Five Minutes: 5, 106-108.
- Birdwhistell, R. L. (1962). «Research Approaches to a Psychiatric Problem». Critical Moments in the Psychiatric Interview. In T. T. Tourlentes (Nueva York: Grune and Stratton): 179-188.
- Birdwhistell, R. L. (1968). «International Encyclopedia of the Social Sciences». Communication: 8, 24-29.
- Birdwhistell, R. L. (1968). «International Encyclopedia of the Social Sciences». Kinesics: 8, 379-385.
- Birdwhistell, R. L. (1968). «Current Anthropology». Comments on Edward Hall's Proxemics ((2-3, 9, 95-96).
- Birdwhistell, R. L. (1971). «Essays in semiotics/Essais de semiotique». Kinesics: Inter- and Intra-channel communication research. In J. Kristeva, J. Rey-Debove & D. J. Umiker (The Hague: Mouton): 527-546.
- Birdwhistell, R. L. (1971). «he Natural History of an Interview». Chapter 3: Body Motion, In N. A. McQuown (Microfilm Collection of Manuscripts on Cultural Anthropology, Fifteenth Series, Chicago: University of Chicago, Joseph Regenstein Library, Department of Photoduplication): 1-93.
- Birdwhistell, R. L. (1971). «The Natural History of an Interview». Appendix 6: Sample Kinesic Transcription. In N. A. McQuown (Microfilm Collection of Manuscripts on Cultural Anthropology, Fifteenth Series. Chicago: University of Chicago, Joseph Regenstein Library, Department of Photoduplication): 1-29.
- Birdwhistell, R. L. «Human communication». The language of the body: The natural environment of words. In A. Silverstein: 203-220.
- Birdwhistell, R. L.; C. F. Hockett; N. A. McQuown (1971). «The Natural History of an Interview». Chapter 6: Transcript, Transcription and Commentary. In N. A. McQuown (Microfilm Collection of Manuscripts on Cultural Anthropology, Fifteenth Series, Chicago: University of Chicago, Joseph Regenstein Library. Department of Photoduplication).
- Hillsdale, NJ; Lawrence Erlbaum; Birdwhistell, R. L. (1975). «The body as a medium of expression». Background considerations of the study of the body as a medium of 'expression.' In J. Benthall & T. Polhemus (Nueva York: E. P. Dutton): 34-58.
- Birdwhistell, R. L. (1977). «About Bateson». Some Discussion of Ethnography, Theory, and Method, In J. Brockman (Nueva York: E. P. Dunon): 101-141.